# René Le Lamer
René Le Lamer (Étel, 7 aprile 1948) è un allenatore di calcio ed ex calciatore francese, di ruolo difensore.